# Rex Willis

a Compétitions nationales et continentales officielles uniquement.

b Matchs officiels uniquement.
William Rex Willis, né le 25 octobre 1924 à Ystrad et mort le 19 janvier 2000, est un joueur de rugby gallois, évoluant au poste de demi de mêlée pour le pays de Galles et le club de Cardiff RFC.

## Carrière
Il dispute son premier test match le 21 janvier 1950 contre l'équipe d'Angleterre, et son dernier test match contre l'équipe de France le 26 mars 1955. Il joue avec Cliff Morgan en club et en équipe nationale. Rex Willis a joué trois test matchs de la tournée des Lions britanniques en 1950 en Australie et en Nouvelle-Zélande. Il évolue pour le club de rugby de Cardiff RFC. Il connaît quatre sélections avec les Barbarians entre 1951 et 1954.

## Palmarès
- Grand Chelem dans le Tournoi des cinq nations 1950, 1952
- Victoires dans les tournois 1954, 1955

## Statistiques en équipe nationale
- 21 sélections
- Sélections par année : 4 en 1950, 5 en 1951, 2 en 1952, 2 en 1953, 4 en 1954, 4 en 1955
- Participation à six Tournois des cinq nations 1950, 1951, 1952, 1953, 1954 et 1955